# Mukits Ernő
Mukits Ernő (Szabadka, 1825. augusztus 2. – Radnovác puszta, 1905. január 29.) ügyvéd és országgyűlési képviselő. Mukits Simon ügyvéd és képviselő nagybátyja.

## Életpályája
Mukits Simeon hétszemélyes táblai ülnök és Vojnics Antónia fia. Alsóbb iskoláit Szabadkán, a felsőbbeket Budán és Pesten végezte, ahol az egyetemen jogot hallgatott. Ezután Keszthelyen a gazdasági intézetben a két évi tanfolyamot egy év alatt elvégezte. 1847-ben a pozsonyi országgyűlés alatt királyi táblai jegyző volt, de még azon év végén visszatért Pestre és 1848 elején letette az ügyvédi vizsgát, majd a hadügyminisztérium igazságügyi osztályában működött mint gyakornok. Miután 1849-ben a haditörvényből letette a vizsgálatot, az aradi várőrség hadbírájává nevezték ki. A szabadságharc után visszavonult Szabadkára és kertészettel foglalkozott. 1861-ben a városi képviselőtestület tagjává, 1869. március 23-án pedig országgyűlési képviselővé választották. Szabadkán a baloldalt ő teremtette. 1872-től 1884-ig is tagja volt a képviselőháznak.
Cikkeket írt a Pesti Naplóba (1852-53.), két franciából fordított beszélye van a Nővilágban (1858). Országgyűlési beszédei a Naplókban (1869-84) vannak.
Arcképe: kőnyomat rajzolta Neumann, nyomt. Horn és Zobel Pesten (a Hajnal-Albumban).

## Műve
- Szabadkai Kazinczy-emlény. Kiadták többen. Szabadka, 1860.